# الاحتواء البيولوجية للكائنات المعدلة وراثيا
ومنذ ظهور الهندسة الوراثية في السبعينات، أثيرت مخاوف بشأن مخاطر التكنولوجيا. ووضعت القوانين والأنظمة والمعاهدات في السنوات التالية لاحتواء الكائنات المحورة وراثيا ومنع هروبها. ومع ذلك، هناك عدة أمثلة على عدم إبقاء محاصيل الآلية العالمية منفصلة عن المحاصيل التقليدية.

## ملخص
في سياق الزراعة وإنتاج الغذاء والأعلاف، يعني التعايش استخدام أنظمة المحاصيل بالتوازي مع المحاصيل المعدلة وراثيًا وبدونها. في بعض البلدان، مثل الولايات المتحدة، لا يخضع التعايش لأي قانون منفرد، بل يُدار من قبل الهيئات التنظيمية وقانون المسؤولية التقصيرية. في مناطق أخرى، مثل أوروبا، تتطلب اللوائح الحفاظ على فصل وهوية المنتجات الغذائية والأعلاف في جميع مراحل عملية الإنتاج.
فالعديد من المستهلكين ينتقدون النباتات المحورة وراثيا ومنتجاتها، في حين أن معظم الخبراء المسؤولين عن موافقات المنظمات العالمية للأرصاد الجوية لا يرون تهديدات ملموسة للصحة أو البيئة. وكان الحل التوفيقي الذي اختارته بعض البلدان - ولا سيما الاتحاد الأوروبي - هو تنفيذ اللوائح التي تنظم على وجه التحديد التعايش وإمكانية التعقب. وقد أصبحت إمكانية التعقب أمرا شائعا في سلاسل الإمداد بالغذاء والتغذية في معظم بلدان العالم، ولكن إمكانية تعقب العائنات المعدلة وراثيا أصبحت أكثر تحديا بإضافة عتبات قانونية صارمة جدا للاختلاط غير المرغوب فيه. داخل الاتحاد الأوروبي، ومنذ عام 2001، يمكن أن تحتوي الأغذية التقليدية والعضوية والمواد الوسيطة على ما يصل إلى 0.9 في المائة من المواد المعدلة وراثيًا المصرح بها عالميا دون أن تُصنف كأغذية معدلة وراثيًا (أي أثر لمنتجات الآلية العالمية غير المرخص بها ومن شأنه أن يسبب ذلك).
لا يوجد في الولايات المتحدة الأمريكية أي تشريع يحكم التعايش بين المزارع المجاورة لزراعة المحاصيل العضوية والمحاصيل المعدلة وراثيًا. بدلاً من ذلك، تعتمد الولايات المتحدة الأمريكية على مزيج «معقد ولكن مريح» من ثلاث وكالات فيدرالية، وهي: إدارة الغذاء والدواء ووكالة حماية البيئة الأمريكية ووزارة الزراعة الأمريكية وخدمة فحص صحة الحيوان والنبات، ونظام ضرر القانون العام، الذي يحكمه قانون الولاية، لإدارة مخاطر التعايش.

## تدابير الاحتواء
للحد من الاختلاط في المراحل الأولى من الإنتاج، يعمل الباحثون والسياسيون على تطوير مدونات الممارسات الزراعية الجيدة للمحاصيل المعدلة وراثيًا. بالإضافة إلى التنظيف الشامل للآلات، تشمل التدابير الموصى بها إنشاء «مسافات العزل» و «حواجز حبوب اللقاح». مسافات العزل هي المسافات الدنيا المطلوبة بين الزراعة المعدلة وراثيًا وغير المعدلة وراثيًا لسقوط معظم حبوب اللقاح المعدلة وراثيًا على الأرض قبل الوصول إلى النباتات غير المعدلة وراثيًا. تحاول حواجز حبوب اللقاح التقاط حبوب اللقاح بنشاط، ويمكن أن تتكون من تحوطات وأشجار تعيق حركة حبوب اللقاح جسديًا. تتميز حواجز حبوب اللقاح التي تتكون من محاصيل تقليدية من نفس الأنواع مثل المحاصيل المعدلة وراثيًا بميزة خاصة، حيث لا تحد النباتات التقليدية من تدفق حبوب اللقاح المعدلة وراثيًا فحسب، بل تنتج أيضًا حبوب لقاح تقليدية تنافسية. أثناء الحصاد، يعتبر الشريط العازل للمحاصيل التقليدية جزءًا من غلة المحاصيل المعدلة وراثيًا.

### المناهج البيولوجية
وبالإضافة إلى التدابير الزراعية، قد توجد أيضا أدوات بيولوجية لمنع المحصول المحور وراثيا من تخصيب الحقول التقليدية. ويقوم الباحثون بالتحقيق في الأساليب إما لمنع محاصيل الآلية العالمية من إنتاج حبوب اللقاح على الإطلاق (على سبيل المثال النباتات المعقمة للذكور)، أو لتطوير محاصيل الآلية العالمية بحبوب اللقاح التي لا تحتوي رغم ذلك على المواد الإضافية المهندسة وراثيا. وفي مثال على هذه الأخيرة، يمكن توليد النباتات العابرة للبلاستيك التي أدمج فيها التعديل الجيني في الحمض النووي للكلوروبلاستات. وبما أن كلورات النباتات موروثة ماديا، فإن المتحولين جنسيا لا ينتشرون عن طريق حبوب اللقاح مما يحقق الاحتواء البيولوجي. وبعبارة أخرى، لا تحتوي نواة الخلية على أي ترانسجينات، ولا تحتوي حبوب اللقاح على أي كلوروبلاسات وبالتالي لا تحتوي على ترانسجينات.
بينما ركزت SIGMEA على التعايش على مستوى المزرعة، يدرس Co-Extra التعايش على طول سلسلة الإنتاج بأكملها، ويركز ثانيًا على إمكانية تتبع الكائنات المعدلة وراثيًا، نظرًا لأن التعايش لا يمكن أن يعمل بدون إمكانية التتبع. لتكون قادرًا على مراقبة وفرض الامتثال للوائح التعايش، تتطلب السلطات القدرة على تتبع واكتشاف وتحديد الكائنات المعدلة وراثيًا.

## التنظيم والسياسة
بدأ تطوير الإطار التنظيمي المتعلق بالهندسة الوراثية في عام 1975، في أسيل ومار، كاليفورنيا. تم إنجاز أول استخدام لتقنية الحمض النووي المؤتلف (rDNA) بنجاح من قبل ستانلي كوهين وهيربرت بوجر قبل عامين، وأدرك المجتمع العلمي أن هذه التكنولوجيا، بالإضافة إلى الفوائد، يمكن أن تشكل أيضًا بعض المخاطر. أوصى اجتماع Asilomar بمجموعة من الإرشادات المتعلقة بالاستخدام الحذر للتكنولوجيا المؤتلفة وأي منتجات ناتجة عن تلك التكنولوجيا. كانت توصيات Asilomar طوعية، ولكن في عام 1976 شكل المعهد الوطني الأمريكي للصحة (NIH) لجنة استشارية لـ rDNA. تبع ذلك مكاتب تنظيمية أخرى (وزارة الزراعة الأمريكية (USDA)، وكالة حماية البيئة (EPA) وإدارة الغذاء والدواء (FDA))، مما يجعل جميع أبحاث rDNA منظمة بشكل صارم في الولايات المتحدة الأمريكية.
في عام 1982 أصدرت منظمة التعاون الاقتصادي والتنمية (OECD) تقريرًا عن المخاطر المحتملة لإطلاق كائنات معدلة وراثيًا في البيئة حيث تم تطوير أول نباتات معدلة وراثيًا. مع تحسن التكنولوجيا وانتقلت الكائنات الحية وراثيًا من الكائنات الحية النموذجية إلى المنتجات التجارية المحتملة، أنشأت الولايات المتحدة الأمريكية لجنة في مكتب العلوم والتكنولوجيا (OSTP) لتطوير آليات لتنظيم تطوير التكنولوجيا. في عام 1986، كلفت OSTP الموافقة التنظيمية على النباتات المعدلة وراثيًا في الولايات المتحدة إلى وزارة الزراعة الأمريكية، وإدارة الغذاء والدواء، ووكالة حماية البيئة.
واعتمد بروتوكول كارتخائنا للسلامة البيولوجية في 29 كانون الثاني/يناير 2000 ودخل حيز النفاذ في 11 أيلول/سبتمبر 2003. وهي معاهدة دولية تحكم نقل الكائنات المعدلة وراثيا والتعامل معها واستخدامها. وهو يركز على حركة GMO بين البلدان ويسمى اتفاقا تجاريا بحكم الواقع. وهناك مائة وسبعة وخمسون بلداً أعضاء في البروتوكول ويستخدمه كثيرون كنقطة مرجعية لأنظمتها الخاصة.
في مواجهة المخاوف المستمرة بشأن الخسائر الاقتصادية التي قد يكبدها المزارعون العضوين بسبب الاختلاط غير المقصود، عقد وزير الزراعة الأمريكي لجنة استشارية بشأن التكنولوجيا الحيوية وزراعة القرن الحادي والعشرين (AC21) لدراسة القضية وتقديم توصيات بشأن ما إذا كان يجب معالجة هذه المخاوف وإذا كان الأمر كذلك، فكيف. الخسائر الاقتصادية للمزارعين بسبب الوجود غير المقصود للمواد المعدلة وراثيًا، وكذلك كيفية عمل هذه الآليات. ضم أعضاء AC21 ممثلين عن صناعة التكنولوجيا الحيوية، وصناعة الأغذية العضوية، والمجتمعات الزراعية، وصناعة البذور، ومصنعي الأغذية، وحكومة الولاية، ومجموعات تنمية المستهلكين والمجتمع، والمهن الطبية، والباحثين الأكاديميين. أوصت AC21 بإجراء دراسة للإجابة على سؤال حول ما إذا كان هناك أي خسائر اقتصادية للمزارعين العضويين في الولايات المتحدة وإلى أي مدى؛ أوصت بأنه إذا كانت الخسائر خطيرة، يجب وضع برنامج للتأمين على المحاصيل للمزارعين العضويين، وأنه ينبغي تنفيذ برنامج تعليمي لضمان أن المزارعين العضويين يضعون العقود المناسبة لمحاصيلهم وأن مزارعي المحاصيل المعدلة وراثيًا المجاورين اتخاذ تدابير الاحتواء المناسبة. بشكل عام، دعم التقرير نظامًا زراعيًا متنوعًا يمكن أن تتعايش فيه أنظمة زراعية مختلفة.

### التعويض عن عدم الحفاظ على الانفصال
نظرًا لأن المنتجات الخالية من المنتجات المعدلة وراثيًا تنتج أسعارًا أعلى في العديد من البلدان، فقد أدخلت بعض الحكومات حدودًا لخلط نظامي الإنتاج، مع تعويض المزارعين غير المعدلين وراثيًا عن الخسائر الاقتصادية في الحالات التي يحدث فيها الخلط عن غير قصد. إحدى أدوات التعويض هي صندوق المسؤولية، الذي يساهم فيه جميع المزارعين المعدلين وراثيًا، وأحيانًا منتجي البذور المعدلة وراثيًا. بعد حدث تلوث ملحوظ بالكائنات المعدلة وراثيًا في غرب أستراليا حيث فقدت مزرعة عضوية معتمدة الشهادة بسبب تلوث الكائنات المعدلة وراثيًا، نظر تحقيق برلماني في ستة مقترحات استباقية لتعويض المزارع الملوثة بالكائنات المعدلة وراثيًا، ومع ذلك لم يوص الاستفسار بآلية معينة للتعويض.

## عمليات هروب ملحوظة
يمكن أن يحدث الخلط بالفعل في المرحلة الزراعية. في الأساس، يوجد سببان لوجود الكائنات المعدلة وراثيًا في حصاد الزراعة غير المعدلة وراثيًا: أولاً، أن البذور قد تلوثت بالفعل أو، ثانيًا، أن النباتات في الحقل غير المعدّل وراثيًا قد تلقت حبوب اللقاح من الحقول المجاورة المعدلة وراثيًا. قد يحدث الخلط أيضًا بعد الحصاد، في أي مكان في سلسلة الإنتاج.

### في عقد التسعينيات
في عام 1997، اكتشف بيرسي شميزر أن نبات الكانولا الذي ينمو في مزرعته تم تعديله وراثيًا لمقاومة Roundup على الرغم من أنه لم يزرع بذورًا معدلة وراثيًا. كان قد اكتشف في البداية أن بعض نبات الكانولا الذي ينمو على جانب الطريق على طول أحد حقوله كان مقاومًا لمقاومته عندما كان يقتل الأعشاب الضارة على طول الطريق؛ قاده ذلك إلى رش مساحة من 3 إلى 4 فدان من حقله المجاور ونجا 60٪ من نبات الكانولا. حصد شمايزر البذرة من النباتات الباقية على قيد الحياة، المقاومة إخباريًا، وزرع البذور في عام 1998. رفعت شركة مونسانتو دعوى قضائية ضد شمايزر لانتهاك براءات الاختراع الخاصة بزراعة عام 1998. ادعى شمايزر أنه نظرًا لأن نباتات 1997 نمت من البذور التي تم تفجيرها في حقله من الحقول المجاورة، فإنه يمتلك المحصول ويحق له أن يفعل به ما يشاء، بما في ذلك حفظ البذور من حصاد عام 1997 وزرعها في عام 1998. تم رفع القضية إلى المحكمة العليا التي رفعت القضية وعقدت لصالح شركة مونسانتو بأغلبية 5-4 أصوات في أواخر مايو 2004. وقد تم الاستشهاد بالقضية أو الإشارة إليها على نطاق واسع من قبل المجتمع المناهض لشركة جنرال موتورز في سياق الخوف من مطالبة الشركة بالملكية من محصول مزارع بناءً على الوجود غير المقصود لحبوب أو بذور حبوب اللقاح المعدلة وراثيًا. "يُظهر سجل المحكمة، مع ذلك، أنه لم يكن مجرد عدد قليل من البذور من شاحنة عابرة، ولكن السيد شميزر كان يزرع محصولًا بنسبة 95-98٪ من نباتات Roundup Ready النقية، وهو مستوى تجاري من النقاء أعلى بكثير مما يتوقعه المرء من الوجود غير المقصود أو العرضي. لم يستطع القاضي تفسير كيف يمكن لبعض البذور الضالة أو حبوب اللقاح أن تهيمن على مئات الأفدنة دون مشاركة السيد شميزر النشطة، قائلاً ".. لا يمكن لأي من المصادر المقترحة أن تشرح بشكل معقول التركيز أو المدى من الكانولا Roundup Ready ذات الجودة التجارية الواضحة من نتائج الاختبارات على محصول Schmeiser "- بعبارة أخرى، كان الوجود الأصلي لبذور Monsanto على أرضه في عام 1997 غير مقصود حقًا، لكن المحصول في عام 1998 كان هادفًا تمامًا.
في عام 1999 أعلن العلماء في تايلاند اكتشفوا الغليفوسات المقاوم القمح المعدل وراثيا التي لم تتم الموافقة بعد الإفراج عنه في شحنة الحبوب من شمال غرب المحيط الهادئ من الولايات المتحدة، على الرغم من القمح المعدل وراثيا لم تتم الموافقة للبيع وكان فقط نمت من أي وقت مضى في مؤامرات الاختبار. لا أحد يستطيع أن يشرح كيف وصل القمح المعدّل وراثيًا إلى الإمدادات الغذائية.

### في العقد الأول من القرن الحادي والعشرين
في عام 2000، تم العثور على ذرة Aventis StarLink ، التي تمت الموافقة عليها فقط كعلف للحيوانات بسبب مخاوف من ردود الفعل التحسسية المحتملة لدى البشر، وهي تلوث منتجات الذرة في محلات السوبر ماركت والمطاعم في الولايات المتحدة. أصبحت هذه الذرة موضوعًا للتذكير على نطاق واسع، عندما تم العثور على قذائف تاكو بيل تاكو لاحتواء الذرة، مما أدى في النهاية إلى سحب أكثر من 300 منتج. كانت هذه أول عملية سحب لطعام معدّل وراثيًا. تم سحب تسجيل أصناف Starlink طواعية من قبل Aventis في أكتوبر 2000.
في عام 2005، أبلغ العلماء في مركز المملكة المتحدة للبيئة والهيدرولوجيا عن أول دليل على نقل الجينات الأفقي لمقاومة مبيدات الآفات للأعشاب الضارة، في عدد قليل من النباتات من موسم واحد. لم يجدوا أي دليل على أن أيًا من الهجينة قد نجا في المواسم اللاحقة.
في عام 2006، توقفت الصادرات الأمريكية من الأرز إلى أوروبا عندما تلوث محصول الولايات المتحدة بالأرز المحتوي على تعديل LibertyLink، والذي لم تتم الموافقة عليه للإفراج عنه. لم يتمكن تحقيق أجرته خدمة فحص صحة الحيوان والنبات (APHIS) بوزارة الزراعة الأمريكية من تحديد سبب التلوث.
في عام 2007، فرضت وزارة الزراعة الأمريكية غرامة على سكوتس ماستر-غرو قدرها 500، 000 دولار عندما تم تعديل المواد الوراثية من الزحف البنتغراس، تم اختبار حشائش جديدة في ملعب الغولف، تم العثور عليها داخل الأقارب المقربين من نفس جنس النجير، وكذلك في الأعشاب الأصلية حتى 21 كم (13 مي) بعيدا عن مواقع الاختبار، التي تطلق عندما تفجر الرياح العشب المقطوع حديثا.
في عام 2009، أنشأت حكومة المكسيك مسارًا تنظيميًا للموافقة على الذرة المعدلة وراثيًا، ولكن نظرًا لأن المكسيك هي مركز تنوع الذرة، فقد أثيرت مخاوف بشأن تأثير الذرة المعدلة وراثيًا على السلالات المحلية. قدم تقرير صدر عام 2001 في مجلة نيتشر دليلًا على أن الذرة Bt كانت تتكاثر مع ذرة غير معدلة في المكسيك، على الرغم من أن البيانات الواردة في هذه الورقة وُصِفت لاحقًا على أنها مصدرها قطعة أثرية، وذكرت مجلة نيتشر أن «الأدلة المتاحة ليست كافية لتبرير نشر الورقة الأصلية». فشلت دراسة لاحقة واسعة النطاق، في عام 2005، في العثور على أي دليل على وجود تلوث في أواكساكا. ومع ذلك، ذكر مؤلفون آخرون أنهم وجدوا أيضًا أدلة على التزاوج بين الذرة الطبيعية والذرة المعدلة وراثيًا.

### في العقد الثاني من القرن الحادي والعشرين
أظهرت دراسة نُشرت في عام 2010 من قبل علماء في جامعة أركنساس وجامعة ولاية داكوتا الشمالية وجامعة ولاية كاليفورنيا ووكالة حماية البيئة الأمريكية أن حوالي 83 بالمائة من الكانولا البرية أو العشبية التي تم اختبارها تحتوي على جينات مقاومة لمبيدات الأعشاب المعدلة وراثيًا. وفقًا للباحثين، يشير عدم وجود تقارير في الولايات المتحدة إلى وجود بروتوكولات رقابة ومراقبة غير كافية في الولايات المتحدة. قد يعني تطوير أعشاب مقاومة للغليفوسات، وهو مبيدات الأعشاب الأكثر شيوعًا، أنه يجب على المزارعين العودة إلى طرق أكثر كثافة في العمل للسيطرة على الحشائش، واستخدام مبيدات أعشاب أكثر خطورة أو حرث التربة (وبالتالي زيادة خطر التعرية). ذكر تقرير صدر عام 2010 عن الأكاديمية الوطنية للعلوم أن ظهور الأعشاب المقاومة للغليفوسات ومبيدات الأعشاب يمكن أن يتسبب في فقدان المحاصيل المعدلة وراثيًا فعاليتها ما لم يستخدم المزارعون أيضًا استراتيجيات أخرى راسخة لإدارة الحشائش. في أستراليا، انفجرت بعض عمليات زرع الكانولا الخاصة بشركة Monsanto Roundup-Ready (RR) عام 2010 عبر مزرعة عضوية مجاورة. فقدت المزرعة العضوية شهادتها العضوية ورفع المزارع العضوي دعوى ضد المزارع المعدّل وراثيًا - ولكن دون جدوى حتى الآن. وصفها المصدق بأنها «تلوث» وفي حكم 2014 وصفها القاضي بأنها «توغل» ورفضت مطالبات الإزعاج والإهمال والأضرار.
في عام 2013، تم اكتشاف قمح معدل وراثيًا مقاوم للغليفوسات ولم تتم الموافقة على إطلاقه بعد، ولكن تم الإعلان عنه أنه آمن للاستهلاك في الولايات المتحدة الأمريكية، في مزرعة في ولاية أوريغون، ينمو على شكل عشب أو «نبات تطوعي». تم إنتاج القمح من قبل شركة مونسانتو، وكان سلالة تم اختبارها ميدانيًا من 1998 إلى 2005 وكانت في عملية الموافقة التنظيمية الأمريكية قبل أن تسحبها شركة مونسانتو على أساس القلق من أن المستوردين سيتجنبون المحصول. كان آخر اختبار ميداني في ولاية أوريغون قد حدث في عام 2001. تم اختبار القمح المتطوع من حقل على بعد ميلين يملكه نفس المزارع وزُرِع بنفس البذرة ولم يثبت أنه مقاوم للغليفوسات. كانت شركة مونسانتو مسؤولة عن غرامات تصل إلى مليون دولار، إذا تم العثور على انتهاكات لقانون حماية النبات. ووفقًا لشركة مونسانتو، فقد «حيرتها» مظهرها، حيث دمرت كل المواد التي كانت بحوزتها بعد استكمال التجارب في عام 2004 ولأنهم لا يعتقدون أن البذور المتبقية في الأرض أو نقل حبوب اللقاح يمكن أن يفسر ذلك. في وقت لاحق من الشهر، أشارت شركة مونسانتو إلى أن وجود القمح كان على الأرجح عمل «تخريبي». كان من الممكن أن يهدد هذا الاكتشاف صادرات القمح الأمريكية، والتي بلغت 8.1 مليار دولار في عام 2012 ؛ الولايات المتحدة هي أكبر مصدر للقمح في العالم. ذكرت مجلة نيو ساينتست أن مجموعة متنوعة من القمح نادراً ما يتم استيرادها إلى أوروبا وتشك في أن اكتشاف القمح سيؤثر على أوروبا ، ولكن من المرجح أن يكون متجهًا إلى آسيا. نتيجة لاكتشاف السلالة غير المعتمدة ، أوقفت اليابان وكوريا الجنوبية طلبات القمح من الولايات المتحدة ، مما ترك مزارعي القمح في المجتمعات المجاورة غير قادرين على تحديد ما يزرعونه الموسم المقبل. كان المحصول الذي ينمو عند اكتشاف القمح المعدل وراثيًا قد تم بيعه أو تأمينه بالفعل. في 14 يونيو 2013، أعلنت وزارة الزراعة الأمريكية: «اعتبارًا من اليوم ، لم تعثر وزارة الزراعة الأمريكية أو تُبلغ بأي شيء يشير إلى أن هذا الحادث يرقى إلى أكثر من حادثة واحدة معزولة في حقل واحد في مزرعة واحدة. جميع المعلومات التي تم جمعها حتى الآن لا يظهر أي مؤشر على وجود القمح المعدّل وراثيًا في التجارة». اعتبارًا من 30 أغسطس ، بينما ظل مصدر القمح المعدل وراثيًا غير معروف ، استأنفت اليابان وكوريا الجنوبية وتايوان جميع الطلبات ، واستؤنفت سوق التصدير. قال مفوض القمح في ولاية أوريغون ، بليك رو ، إن «التأثير الاقتصادي العام كان ضئيلاً».